# Lucius Naevius Helenus
Lucius Naevius Helenus war ein antiker römischer Toreut, der in der römischen Kaiserzeit in Rom tätig war.
Lucius Naevius Helenus ist heute nur noch von einer Grabinschrift bekannt, die seine früheren Sklaven und mittlerweile Freigelassenen, die Brüder Lucius Naevius Eleuther Lucius Naevius Narcissus und Lucius Naevius Thesmus für sich, ihre Familie und Freigelassenen sowie ihren vormaligen Herrn und Besitzer aufstellen ließen. Die Inschrift wurde in Rom gefunden. In dieser werden sie als aerarii vascularius und Besitzer einer Werkstatt bezeichnet, waren also Hersteller von Bronzegefäßen. Möglicherweise waren sie zudem Händler solcher Gefäße. Die Brüder erbten die Werkstatt von ihrem vormaligen Herrn Naevius Helenus. Helenus ist einer von nur zwischen 30 und 40 inschriftlich-namentlich belegten antiken Toreuten. Ihm zuweisbare Werke sind nicht überliefert. Neben den Brüdern und ihrem vormaligen Herrn sind weitere Vertreter der Gens Naevius als Toreuten, allerdings in Kampanien und nicht in Rom, bekannt: neben dem bedeutendsten Vertreter Marcus Naevius Cerialis auch Marcus Naevius Felix, Naevius Sabinus und Lucius Lucius Naevius, Letzterer mit dem Cognomen Naevius. Die (aufgelöste) Inschrift lautet:

## Einzelbelege
1. ↑  CIL 6, 9138
2. ↑  abgesehen von Signaturstempeln auf toreutischen Erzeugnissen
3. ↑  https://tspace.library.utoronto.ca/bitstream/1807/106107/1/Cushing_Alex_202006_PhD_thesis.pdf

| Personendaten    | Personendaten                                |
| ---------------- | -------------------------------------------- |
| NAME             | Naevius Helenus, Lucius                      |
| ALTERNATIVNAMEN  | Helenus, Lucius Naevius; Naevius Helenus, L. |
| KURZBESCHREIBUNG | antiker römischer Toreut oder Händler        |
| GEBURTSDATUM     | 1. Jahrhundert v. Chr. oder 1. Jahrhundert   |
| STERBEDATUM      | 1. Jahrhundert oder 2. Jahrhundert           |